# 古筆了仲
古筆了仲（日语：／ Kohitsu Ryōchū */?，1656年—1736年10月4日）是日本的古筆鑑定家，本名平澤守直，本姓是清水，通稱是務兵衛，生於明曆2年（1656年），死於元文元年8月30日（1736年10月4日），古筆別家第三代，養父是古筆了任。